# Mesure à cinq temps
Une mesure à cinq temps est une mesure dont le numérateur est cinq, ce qui indique qu'il y a cinq unités de durée dans la mesure (croche, noire, blanche, etc.) Elle peut se présenter sous deux formes : 
- le plus souvent, cinq étant un nombre premier, une mesure irrégulière à deux temps, avec un temps ternaire et un temps binaire[note 2] ( + , par exemple, pour 
)
- parfois, une mesure à cinq temps (dans le sens de pulsations) réels ( +  +  +  + , par exemple, pour 
).

Bien représentée dans la musique folklorique en Europe, en Asie et au Moyen-Orient, mais pratiquement ignorée dans la musique savante du Moyen Âge, la musique baroque et la musique classique du XVIIIe siècle, cette mesure est redécouverte au XIXe siècle par les compositeurs européens, notamment grâce à Antoine Reicha, qui s'en fait le promoteur, et Hector Berlioz qui en expose les principes en 1855 dans Le chef d'orchestre, théorie de son art, publié en appendice de son Traité d'instrumentation et d'orchestration pour l'orchestre symphonique.
La mesure à cinq temps convient à l'expression de la mélodie comme de la danse. Dans ce dernier cas, il s'agit également du premier rythme bulgare, selon la terminologie de Béla Bartók.
Cette mesure se rencontre aujourd'hui dans les musiques jazz, pop et rock. Pour éviter toute confusion, l'article ne traite pas de la mesure à quinze temps, souvent assimilée à la mesure à cinq temps mais résultant parfois de combinaisons de durées différentes.

## Origines folkloriques
Des exemples de périodes mesurées à cinq temps se trouvent dans divers folklores, notamment dans la chanson française du Moyen Âge. Paul Pittion cite la Complainte des trois petits enfants (Île-de-France) qui « offre, comme beaucoup de chants populaires, une alternance régulière de mesures (
 et 
) » :
En Alsace, dans la région du Kochersberg, une danse paysanne appelée Kochersberger Tanz est notée sur une mesure à 
. Il existe une danse similaire dans le Haut-Palatinat bavarois, Der Zwiefache ou Gerad und Ungerad, alternant de manière régulière 
 et 
.

### Mètres grecs anciens
Le rythme, dans la musique grecque antique, était étroitement lié à la métrique poétique et comprenait ce que l'on entend aujourd'hui comme des modèles de mesures à cinq temps. Le premier hymne de Delphes d'Athénée, fils d'Athénée, datant du IIe siècle av. J.-C. en est un exemple :
Les grecs anciens pratiquaient huit mètres de ce genre : le mètre « crétique » (long, court, long), le mètre « bacchique » (long, long, court), le mètre « palimbacchique » (court, long, long), quatre sortes de mètres « péaniques » (ou interviennent trois battements courts pour un battement long) et le mètre « hyporchématique », qui est une simple battue régulière.
| Équivalents en notation moderne des mètres grecs à cinq temps | Équivalents en notation moderne des mètres grecs à cinq temps | Équivalents en notation moderne des mètres grecs à cinq temps |
| Exemple                                                       | Écouter                                                       | Dénomination                                                  |
| ------------------------------------------------------------- | ------------------------------------------------------------- | ------------------------------------------------------------- |
|                                                               |                                                               | Mètre crétique                                                |
|                                                               |                                                               | Mètre bacchique                                               |
|                                                               |                                                               | Mètre palimbacchique                                          |
|                                                               |                                                               | 1er mètre péanique                                            |
|                                                               |                                                               | 2e mètre péanique                                             |
|                                                               |                                                               | 3e mètre péanique                                             |
|                                                               |                                                               | 4e mètre péanique                                             |
|                                                               |                                                               | Mètre hyporchématique                                         |

### Europe centrale et Russie
D'autres exemples ont été répertoriés en Europe centrale, particulièrement dans la musique folklorique de culture slave. Dans le Nord-Est de la Pologne (Kurpie, Mazurie et le nord de la Podlachie), des mesures à cinq temps se retrouvent fréquemment dans les chansons de mariage, sur un tempo plutôt lent et ne s'accompagnant pas de danses. Dans le sud du pays, l'ozwodny est une danse dont les périodes comptent cinq unités de temps.
Selon Vladimir Jankélévitch, la mesure à cinq temps constitue « en quelque sorte le rythme national de la musique russe ». De nombreuses chansons de mariage traditionnelles sont notées sur cinq temps, dont l'influence se retrouve dans les opéras de Glinka, et certaines partitions des compositeurs du groupe des Cinq, Rimski-Korsakov et Borodine en particulier. En Finlande, les chansons « runométriques » associées à l'épopée du Kalevala sont mesurées à cinq temps.

### Moyen-Orient

#### Turquie et Caucase
La musique traditionnelle turque utilise un système de modes rythmiques appelé Usul, qui comprend des mètres allant de deux à dix unités de temps. La mesure à cinq temps est appelée Türk aksağı. Une danse populaire, associée au chant épique Köroğlu, est mesurée à cinq temps (

). Elle est pratiquée par les populations rurales du Caucase, dans la région d'Aydın en particulier.

#### Perse
Les théoriciens arabes des premières années de la période abbasside (de 750 à 900) ont décrit des rythmes réguliers à cinq temps (īqā'āt), mais la terminologie et la méthode de classement employées varient selon les auteurs. Le premier musicologue ayant décrit ces mesures de manière satisfaisante fut Abû Yûsuf Ya'qûb Al-Kindi, qui les divise en deux catégories : ṯẖaqīl (littéralement « lourd » pour signifier des valeurs longues) et Khafif (« léger », pour les valeurs rapides). Il existe ainsi deux modes ṯẖaqīl : le ṯẖaqīl thānī (ou « second lourd », construit sur des battements court-court-long-court), le ramal (long-court-long), et un mode khafif à cinq valeurs brèves.
L'un des écrivains les plus importants de la fin de la période abbasside (de 900 à 1258), Abū Naṣr Al-Fârâbî élabore un système rythmique établi un siècle plus tôt par un autre musicien important de la période précédente, Isḥāq al-Mawsili, qui l'avait fondé sur les traditions locales, sans aucune référence aux théories musicales de la Grèce antique.
Parmi les huit modes rythmiques du système d'Al-Fârâbî, le troisième et le quatrième sont à cinq temps : On retrouve le ṯẖaqīl thānī (« second lourd ») auquel s'ajoute le khafif al-ṯẖaqīl thānī (soit, littéralement « second lourd - léger »). Ces deux modes rythmiques sont construits sur des battements court-court-court-long, sur un tempo lent pour le premier, rapide pour le second. Cette terminologie se retrouve encore dans l'Espagne musulmane du XIIe siècle, dans les documents du musicien Abd-Allah ibn Muḥammad ib al-Sid al-Baṭaliawsī, par exemple.
| Équivalents en notation moderne des mètres arabes à cinq temps | Équivalents en notation moderne des mètres arabes à cinq temps | Équivalents en notation moderne des mètres arabes à cinq temps |
| Exemple                                                        | Écouter                                                        | Dénomination                                                   |
| -------------------------------------------------------------- | -------------------------------------------------------------- | -------------------------------------------------------------- |
|                                                                |                                                                | Tẖaqīl thānī                                                   |
|                                                                |                                                                | Ramal                                                          |
|                                                                |                                                                | Khafif                                                         |
|                                                                |                                                                | Khafif al-ṯẖaqīl thānī                                         |

Le musicologue Antoine Goléa observe que « la mesure carrée est inconnue dans la musique arabe, comme en général dans toute musique traditionnelle. Si l'on veut mettre des barres de mesure dans la notation d'un chant arabe, on arrive à des mesures irrégulières, impaires, de cinq temps ou de sept temps, et qui se suivent irrégulièrement ».

### Asie

#### Inde
La répétition cyclique de rythmes fixes, dans la musique carnatique et la musique hindoustanie, appelées tâlas, comprend des mètres à cinq temps lents et rapides, parmi les mètres binaires et ternaires.
Dans le système carnatique, il existe un système « formel » et complexe de tâlas, qui remonte à l'antiquité, et un système plus récent, plus simple et « informel », comprenant des tâlas choisis parmi le précédent système, ainsi que deux tâlas rapides appelés Capu. Le mode lent à cinq temps, appelé Jhampa relève du système formel, et se compose d'un mètre de 7+1+2 unités de temps. Le mode rapide, appelé Khanda Capu ou Ara jhampa, se compose de 2+1+2 unités de temps. Cependant, le mode de battements marquant la reprise d'un cycle ne correspond pas nécessairement avec son organisation rythmique interne. Par exemple, bien que le jhampa tâla, dans sa forme la plus commune, Misra, suit un schéma à 7+1+2 unités, le rythme le plus caractéristique de mélodies dans ce tâla est 2+3 + 2+3, soit deux mesures à cinq temps.
Les tâlas développés dans la musique hindoustanie sont un peu plus compliqués. Ils ne sont pas systématiquement codifiés, mais comprennent plutôt un ensemble de modèles à partir desquels un certain nombre de mètres peuvent être identifiés. Par ailleurs, les unités de valeurs (matra) sont regroupées en segments appelés vibhāg, qui constituent des battues rythmiques sensiblement plus lentes, de 1½ à 5 unités de temps. Enfin, le rythme est marqué, en plus du vibhāg, par des battements de mains (tali), et par une variété de vibhāg marquée seulement par un geste de la main, les « battues khālī ».
Les deux tâlas à cinq temps, dans ce répertoire, sont le jhaptal à -2+3+(2)+3 unités, et le sūltāl à -2+(2)+2+2+(2) unités. Les deux mètres sont mesurés selon dix matras. Cependant, le jhaptal est divisé en quatre périodes inégales de vibhāgs (le troisième temps étant une battue de khālī) soit en deux demi-périodes de cinq matras. Le sūltāl est divisé en cinq périodes égales, le deuxième et le cinquième temps étant des battues khālī.

#### Corée
Le Kasa, répertoire poétique traditionnel à la cour du royaume de Corée emploie souvent des périodes mesurées à cinq temps, même si la terminologie de la musique traditionnelle coréenne n'en donne pas de terme spécifique. Les unités de temps sont rarement notées dans la musique folklorique coréenne. Ce répertoire remonte, pour certaines pièces, au XVe siècle, et il apparaît que la mesure à cinq temps est le plus ancien mètre traditionnel de la péninsule,.

#### Australie
Des mesures à cinq temps sont présentes en tant que variation métrique dans certains chants et danses des aborigènes australiens. Une mesure à 
 est parfois insérée dans les chansons dont le rythme de base suit toujours un modèle à deux temps ou à quatre temps.

### Amériques
Certaines chansons et danses traditionnelles des tribus Yupik de l'Alaska sont accompagnées par des tambours battus avec une longue baguette mince, le plus souvent sur un rythme associant une noire et une noire pointée.

## Lezortzikobasque
La musique basque offre un cas particulier de mesure à cinq temps avec le zortziko, danse populaire caractérisée par ses rythmes pointés. Zortzi signifie « huit » en basque, et ne désigne donc pas la structure des pièces dansées. Le père Donostia définit le zortziko comme « un air dont la mesure est en 
 : mesure divisée en deux fragments de 
 et de 
 qui se succèdent régulièrement ».
Cette signification, généralement admise, est néanmoins contestée par le chorégraphe Juan Antonio Urbeltz, pour qui « zortziko renvoie à « sorchi », le conscrit, dont il est une dérivation phonique. Le zortziko est donc la danse des conscrits et, par extension, désigne la musique, le rythme et la manière de danser propres aux jeunes en âge de devenir conscrits ou soldats ».
La coupe rythmique du zortziko est également utilisée pour accompagner des mélodies, dont Gernikako Arbola, « hymne non officiel » des Basques, composé en 1853 par José María Iparraguirre. L'instrumentation traditionnellement associée à cette danse est composée du txistu et du tambour de basque.
Charles-Valentin Alkan, Charles Bordes, Gabriel Pierné et Pablo de Sarasate, entre autres, ont composé des œuvres pour piano, musique de chambre ou orchestre symphonique sur le rythme du zortziko. L'orthographe « zorzico » (ou « zortzico ») a perduré jusqu'au milieu du XXe siècle. Parmi les compositeurs basques, il convient de citer Aita Donostia, Jesús Guridi, Pablo Sorozábal, José María Usandizaga.
Le « zortzico » d'Isaac Albeniz, 6e et dernière pièce de sa suite pour piano España, op.165, présente à la main gauche le rythme de danse — tenu sur une seule note (si), de manière significative, pour en accuser le caractère originellement confié à la percussion :

## Historique

### Musique savante du Moyen Âge
La technique du contrepoint, tel que le pratiquaient les compositeurs européens de l'École franco-flamande, rendait très malaisée l'utilisation de périodes de cinq notes égales. Ce n'est qu'au XIVe siècle qu'apparaissent quelques exemples d'altérations des mesures alla breve. Dans certaines compositions témoignant de l'Ars subtilior, des sections étendues montrent une métrique relativement stable sur cinq temps. Par exemple, dans la Pars Secunda d'une chanson anonyme Fortune (conservée à la Bibliothèque nationale de Paris, MS. ital.568, fol.3), Willi Apel voit « un rythme clair et bien défini » à 
, s'opposant au 
 des voix inférieures.
Les premières compositions savantes composées entièrement sur une mesure à cinq temps sont les sept villancicos du Cancionero de Palacio, rassemblés entre 1516 et 1520, où les compositeurs espagnols usent de différentes notations :
- Juan del Encina emploie une mesure double, à quatre temps ou cinq temps ( 
), pour « Amor con fortuna »,
- « Tan buen ganadico », du même auteur, est notée à trois temps ou cinq temps (
 
),
- Juan de Anchieta note à 
, proportio quintupla, les chansons « Con amores, mi madre » et « Dos ánades, madre »,
- la chanson anonyme « Pensad ora’n al » utilise une mesure double, alla breve (à deux temps) ou à cinq temps ( 
),
- « Las mis penas madre » de Pedro de Escobar et « De ser mal casada » de Diego Fernández sont notées en proportion juste à 
.

Dans le domaine de la musique religieuse du XVIe siècle, le « Qui tollis peccata mundi » de la messe de Jacob Obrecht Je ne demande, le « Sanctus » de la Missa Paschalis de Heinrich Isaac et l'« Agnus Dei » à la fin de la Missa Bon Temps d'Antoine Brumel sont composés sur une mesure à cinq temps. Le motet anglais In Nomine Trust de Christopher Tye est noté à 
 dans l'édition moderne de Robert Weidner. Pour la même pièce, l'éditeur Paul Doe recompose quarante mesures de telle sorte que huit mesures à 
 deviennent dix mesures à 
, partant du principe que « les notes répétées du Cantus firmus renvoient à une structure classique à deux temps. ».
Parmi les rarissimes exemples conservés dans la musique pour clavecin, un passage (no 41) du Libro de tientos (1626) de Francisco Correa de Arauxo est noté à cinq temps.

### Opéra baroque et classique
Dans les périodes baroques et classiques, la mesure à cinq temps est pratiquement ignorée. Il est significatif d'en trouver de rares exceptions dans le domaine de l'opéra, où des situations de nature dramatique autorisent les compositeurs à user de moyens exceptionnels.
Deux brefs passages notés à 
 se trouvent ainsi dans la « scène de la folie » d'Orlando (acte 2, scène 11) de Haendel (1732), d'abord sous les mots « Già solco l'onde » (« déjà, je brise les ondes ») quand le héros atteint de démence se croit emporté par Charon sur les eaux du Styx, puis à nouveau deux mesures plus loin dans la partition. Le musicologue Charles Burney trouvait toute cette scène admirable, mais observait que « Haendel s'est efforcé de décrire la perturbation de l'intelligence du héros par des fragments de symphonie en 
, une division du temps qui ne peut être supportée que dans une telle situation ». Un contemporain de Burney, le compositeur et théoricien de la musique allemand Johann Kirnberger considérait également que « l'on ne peut répéter des groupes de cinq notes, et encore moins de sept notes régulières sans ressentir une contrainte pénible. »
Un autre exemple exceptionnel au XVIIIe siècle est l'aria composé à 
, « Se la mi Sorte Condanna » dans l'opéra Arianna d'Andrea Adolfati (1750). Cependant, le compositeur de théâtre anglais William Reeve revendiquait d'avoir composé le premier véritable exemple d'air mesuré à temps avec le dernier mouvement de sa Glee Gypsy (1796), sur les mots « Come, stain your cheeks with nut or berry » (« Venez, tachez vos joues de noix ou de baies ») à 
. Au lieu de la division habituelle de la mesure en deux parties (

 ou 

), cette mélodie est mesurée sur cinq temps distincts dans chaque mesure, chacune étant constituée d'un temps fort et d'un temps faible. Cette liberté dans l'alternance ordinaire de deux temps et trois temps se retrouve à l'accompagnement, qui varie tout au long du mouvement.

### Musique moderne
L'un des premiers exemples « théoriques » de mesure à cinq temps paraît avec la fugue no 20 (Allegretto) des Trente-six fugues pour le piano-forté, op.36 d'Anton Reicha, publiées vers 1803. Dans le sujet de cette fugue, le compositeur tchèque se joue de l'asymétrie d'un mètre à 

 en intégrant des triolets de croches et en ajoutant des liaisons entre les notes, qui assouplissent la carrure traditionnellement imposée par la barre de mesure :
La publication de ces Trente-six fugues composées à l'aide d'un nouveau système avait rencontré une forte hostilité, même de la part de compositeurs importants. Beethoven considérait que les innovations proposées par Reicha étaient « contraires à l'esprit de la fugue ». Reicha défendit ses idées dans le Traité de mélodie, abstraction faite de ses rapports avec l'harmonie, paru en 1814, puis dans le Traité de haute composition musicale de 1826. Cette même année, Hector Berlioz entrait dans la classe de contrepoint de Reicha. Selon Joël-Marie Fauquet, le jeune musicien sut tirer profit de ces idées nouvelles, qui correspondaient à son propre intérêt pour les spéculations rythmiques.
Berlioz témoigne dans ses Mémoires combien « Reicha professait le contrepoint avec une clarté remarquable ; il m'a beaucoup appris en peu de temps et en peu de mots. […] Ce n'était ni un empirique ni un esprit stationnaire ; il croyait au progrès dans certaines parties de l'art, et son respect pour les pères de l'harmonie n'allait pas jusqu'au fétichisme. »
Dans les rares occasions où un compositeur d'opéra notait un passage à cinq temps, comme dans la célèbre cavatine de La Dame blanche (1825) de Boieldieu, « Viens, gentille dame », les chanteurs et les musiciens d'orchestre en modifiaient l'allure pour revenir à une mesure plus confortable à 
. Pour mettre un terme à cette habitude regrettable, Berlioz considère que « les mesures à cinq et à sept temps seront plus compréhensibles pour les exécutants si, au lieu de les dessiner par une série spéciale de gestes, on les traite l'une comme un composé des mesures à trois et à deux temps, l'autre comme un composé des mesures à trois et quatre temps ».
Dans Le chef d'orchestre, théorie de son art, publié en 1855 en appendice de son Traité d'instrumentation et d'orchestration, la technique pour battre avec exactitude une mesure à cinq temps est présentée ainsi, à l'usage de l'orchestre symphonique :

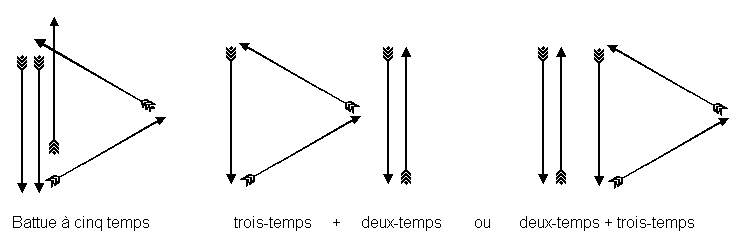

L'ouvrage de Berlioz ne fournit pas d'exemple de pièces pour orchestre à cinq temps. Dans son opéra Benvenuto Cellini, l'air de Fieramosca présente des passes d'escrime chantées et mesurées à sept temps puis six puis cinq temps. Le compositeur propose un modèle plus stable de mesure à cinq temps dans la section centrale du combat de ceste : pas de lutteurs, au premier acte des Troyens en 1856. La division en 

, « très audacieuse pour l'époque » selon Henry Barraud, est clairement affirmée :

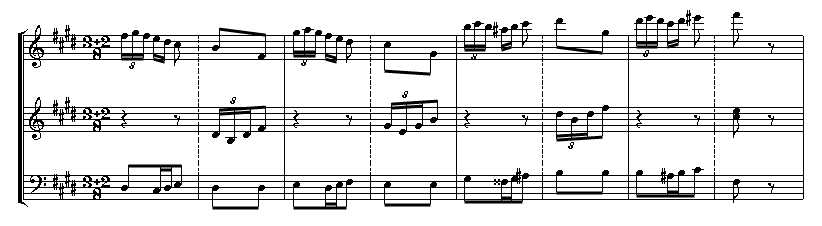
Les Troyens, combat de ceste.

## Caractéristiques

### Divisions et notation
La notation simple (à 
 ou 
) offre moins de précision, mais reste très employée par les compositeurs, pour des pièces confiées au piano seul ou à des ensembles de musique de chambre restreints. En toute rigueur, les indications de tempo doivent prendre en compte la somme des valeurs de la mesure, comme indiquées ici :

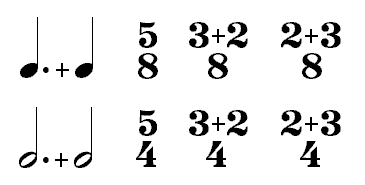
Notations pour les mesures à cinq temps.

Ces divisions définissent les premiers rythmes bulgares, tels que les a identifié Béla Bartók à partir de ses recherches sur le folklore hongrois, slovaque, roumain et bulgare. Ses partitions en offrent de nombreux exemples. Selon Pierre Citron, « ces rythmes sont au cœur de sa musique. Ils gardent parfois l'allure de danses qu'ils ont en tempo giusto, avec leur tourbillonnement fanatique de derviche boiteux. Effet un peu limité, qu'ils dépassent bientôt. Ces mesures, utilisées dans un autre esprit, perdent leur caractère frappé pour revêtir de charme poétique une mélodie coulante ». La troisième danse sur des rythmes bulgares, no 150 de la suite Mikrokosmos de Bartók, est composée sur cinq temps, clairement divisés en 

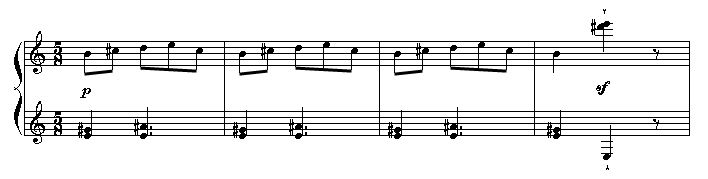
Mikrokosmos no 150, 3e danse sur des rythmes bulgares.

 :

### Redoublement
Il est possible de reprendre les sections à deux temps et à trois temps à l'intérieur même de la mesure. En pratique, cela revient à une association plus précise, généralement sur un tempo plus vif, de six temps et quatre temps. On peut aussi, légitimement, parler de « mesure à dix temps » :

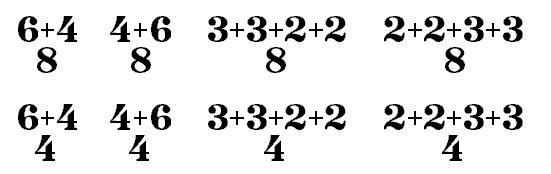
Notations pour les mesures à cinq temps redoublés.

### Cas particuliers
Dans la première pièce de ses Rustiques, op.5, Albert Roussel développe une danse au bord de l'eau où trois notes en croches régulières sont suivies de trois notes en triolet de croches, ce qui donne à cette danse un caractère souple et ondoyant. Jean Roger-Ducasse poursuit une démarche semblable, mais superpose les triolets aux croches dans son étude pour piano Rythmes, où la main gauche est écrite à 
 et la main droite à 
, une mesure de la main gauche correspondant à deux mesures de la main droite — opération rigoureusement impossible selon Guy Sacre, qui précise combien ces « battements de tambourin » et l'indication de jeu legatissimo (très lié) rendent l'exécution périlleuse pour conserver le charme d'« un thème paisible qui s'évertue à garder son allure à trois temps » :

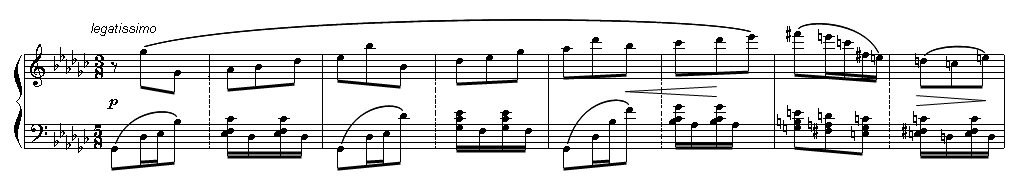

Une autre disposition des temps à l'intérieur de la mesure consiste à considérer les cinq temps comme « quatre temps plus un », ce qui en accuse encore davantage le caractère asymétrique. Au-delà d'un certain point, le discours musical peut devenir abrupt. On en trouve un exemple remarquable dans le dernier mouvement du Concertino en septuor avec piano, de Leoš Janáček :

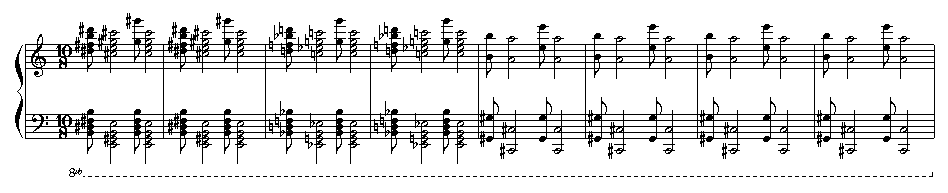

Une approche très inhabituelle de la mesure à cinq temps consiste à compter « deux temps et demi » (par exemple, 
 pour 
). Parmi les rares compositions modernes employant cette mesure, on peut citer le ballet The Warriors de Percy Grainger et l'étude Study in Sonority de Wallingford Riegger.
Enfin, certaines mesures à 5 temps ne font pas apparaître de divisions particulières (ni 
, ni 
). Elles peuvent même, dans un tempo rapide, être interprétées comme des mesures à 1 temps, chaque temps pouvant se diviser en 5.

## Mesures «irrationnelles»
Les changements de battue (à deux temps et à trois temps) à l'intérieur même d'une mesure à cinq temps présentent un certain niveau de difficulté pour le chef d'orchestre. Les partitions de nombreux compositeurs du XXe siècle compliquent encore cette situation.

### Changements de mesures
Dans le Sacre du printemps, le célèbre ballet d'Igor Stravinsky, la « danse sacrale » qui achève l'œuvre montre des successions de mesures telles que 
, 
, 
, 
, 
, 
, et ainsi de suite. Nicolas Slonimsky témoigne, dans son autobiographie Perfect Pitch, que Serge Koussevitzky avait le plus grand mal à battre ces mesures :
« Koussevitzky also had trouble in passages in 
 in a relatively moderate time, particularly when 
 was changed to 
, or to 
 as happens in Stravinsky's score. He had a tendency to stretch out the last beat in 
, counting « One, two, three, four, five, uh ». This « uh » constituted the 6th beat, reducing Stravinsky's spasmodic rhythms to the regular hearbeat. When I pointed it out to Koussevitzky, he became quite upset. It was just a « Luftpause », he said. The insertion of an airpause reduced the passage to a nice waltz time, making it very comfortable to play for the violin section. »
« Koussevitzky avait aussi des difficultés avec les passages à 
 sur un tempo relativement modéré, particulièrement lorsque 
 était suivi par 
, ou par 
 comme cela se produit dans la partition de Stravinsky. Il avait tendance à prolonger le dernier temps à 
, et comptait « Un, deux, trois, quatre, cinq, ah ». Ce « ah » constituait un 6e temps, réduisant les rythmes spasmodiques de Stravinsky à un rythme cardiaque régulier. Lorsque j'en fis la remarque à Koussevitzky, il se fâcha. Ce n'était qu'une « Luftpause », selon lui. L'ajout de cette respiration ramenait le passage à un joli mouvement de valse, ce qui le rendait très confortable pour les pupitres de violons. »
Pour en faciliter la direction d'orchestre, Slonimsky réalisa un « arrangement » de la partition pour Koussevitzky, recomposant des barres de mesures en décalage avec celles indiquées par Stravinsky, mais offrant des périodes plus longues et plus régulières. Cette version fut également utilisée par Léonard Bernstein en de nombreuses occasions.

### Superpositions de mesures

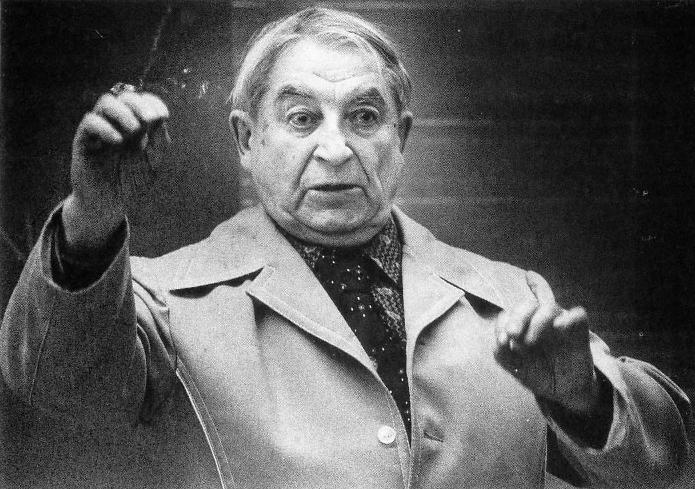
Nicolas Slonimsky faisant une démonstration de « battue ambidextre » à cinq temps (main droite) et à deux temps (main gauche) en 1979.

En 1931, Nicolas Slonimsky eut l'occasion de diriger lui-même des œuvres de compositeurs américains à Paris, dont Intégrales d'Edgard Varèse en première audition en France, grâce au soutien financier de Charles Ives.
Parmi les pièces créées lors du concert du 6 juin 1931, Three Places in New England de Ives et Dichotomy de Wallingford Riegger présentent des superpositions de mesures à cinq temps et à deux temps. Le jeune chef d'orchestre considéra le problème de manière originale :
« Some instrumental parts were written in 
, and others in 
. I started beating time in 
 whereupon the binary musicans began to gesticulate at me to show their discomfort. They had 
 in their parts. What was I to do ? Okay, I said, I will conduct 
 with my right hand and 
 with my left, the least common denominator of an eighth-note being a metrical invariant. »
« Certaines parties instrumentales étaient notées à 
, et d'autres à 
. Je commençai en battant la mesure à 
 mais les musiciens binaires commencèrent à gesticuler pour me signifier leur gêne. Ils avaient 
 sur leur partition. Que faire ? Bien, pensai-je, je dirigerai à 
 avec ma main droite et à 
 avec ma main gauche, le plus petit dénominateur commun  étant la croche considérée comme invariant métrique. »
Cette méthode de direction d'orchestre fit déclarer par un critique facétieux que la battue rythmique de Slonimsky était évangélique, puisque « sa main droite ne savait pas ce que faisait sa main gauche… » Certains chefs d'orchestre ont cependant adopté cette manière de battre la mesure — ou les mesures. Dans le domaine de la musique de chambre ou de la musique pour piano, les superpositions de notes groupées en quintolets sont fréquentes parmi les compositions modernes, dans des mesures « classiques » à deux temps ou à trois temps. Il s'agit, le plus souvent, d'études visant à parfaire la technique des interprètes ou de pièces de virtuosité.
À titre d'exemples, le 5e prélude de l'op.32 de Rachmaninov développe une mélodie en valeurs régulières et en triolets à la main droite sur des quintolets de doubles croches à la main gauche. La 1re étude de l'op.42 d'Alexandre Scriabine oppose des triolets de croches à la main droite aux noires en quintolets à la main gauche, et la 6e étude oppose des quintolets de doubles croches à la main droite aux triolets de croches à la main gauche.

## Musique classique

### Musique religieuse
- Messe pour double chœur a cappella (1922) de Frank Martin, en particulier pour l'« Hosanna » du Sanctus, à 
 puis 
, et le « Miserere » de l'Agnus Dei — l'œuvre s'achève sur deux mesures à 
 (« Dona nobis Pacem »),
- 3e mouvement (Psaume 131 & Psaume 133) des Chichester Psalms de Leonard Bernstein, à 
 divisé en 

.

### Opéra
- Prélude de L'Heure espagnole (1909) de Maurice Ravel,
- Prélude de Renard (1922) d'Igor Stravinsky,
- « Danse des guerriers » au 1er acte de Padmâvatî (1923), op.18 d'Albert Roussel, dont la section centrale est à sept temps,
- « Duo miaulé » de L'Enfant et les Sortilèges (1925) de Maurice Ravel,
- Chanson d'Œdipe au 2e acte d'Œdipe, op.23 de Georges Enesco,
- 1er chœur (« Green leaves are we, Red Rose our golden Queen ») de Gloriana, op.53 de Benjamin Britten,
- Prélude et 1re chanson (« Belle Marianne, que fais-tu de la vie ? ») des Caprices de Marianne d'Henri Sauguet.

### Ballet
- « Danse de l'effroi » à la fin de La Tragédie de Salomé (1907), op.50 de Florent Schmitt,
- « Danse générale » à la fin de Daphnis et Chloé (1912) de Maurice Ravel,
- Le Sacre du printemps (1913) d'Igor Stravinsky, en particulier la « danse sacrale » finale,
- « Pas de l'éléphant » de La Boîte à joujoux (1919) de Claude Debussy[note 4],
- Danse du jeune client du Mandarin merveilleux (1926) de Béla Bartók,
- Danse de Bacchus et Ariane, Moderato pesante à 
 de la 2e Suite de Bacchus et Ariane, op.43 (1930) d'Albert Roussel,
- Prélude du Chevalier et la Damoiselle (1941) de Philippe Gaubert.

### Orchestre
- Ouverture en ré majeur d'Antoine Reicha,
- Scherzo de la Troisième symphonie, op.32 de Nikolaï Rimski-Korsakov,
- Scherzo de la Troisième symphonie (inachevée) d'Alexandre Borodine,
- Allegro con grazia, 2d mouvement de la Sixième symphonie « pathétique » de Tchaïkovski,
- Finale de la Symphonie sur un chant montagnard français (dite « Symphonie cévenole »), op.25 de Vincent d'Indy,
- Istar, variations symphoniques, op.42 de Vincent d'Indy,
- Psaume XLVII, op.38 de Florent Schmitt,
- L'Île des morts, poème symphonique, op.29 de Rachmaninov,
- « Mars, the bringer of War », 1er mouvement de la suite The Planets de Gustav Holst, où le rythme à cinq temps est marqué de manière particulièrement menaçante par les cordes jouant col legno (avec le bois de l'archet),
- Aubade de la Petite Suite, op.39 d'Albert Roussel, utilisant la forme redoublée à 

,
- Fantaisie basque pour violon & orchestre, section centrale sur un rythme de zortzico, op.49 de Gabriel Pierné,
- Espata dantza (« Danse des épées », à 
) du 2d mouvement (« Fête populaire à Saint-Jean-de-Luz ») du poème symphonique Au Pays Basque de Philippe Gaubert,
- « Danse des petits nègres », dernier mouvement de l'Épiphanie pour violoncelle et orchestre (1923) d'André Caplet,
- Finale du Concerto pour piano et orchestre de Jean Cras,
- Three Places in New England de Charles Ives,
- Dichotomy de Wallingford Riegger présente, comme le 2d mouvement de l'œuvre de Ives, des superpositions de mesures à cinq temps et à deux temps,
- Premier mouvement de la Symphonie expiatoire (1947) d'Henri Sauguet,
- Ritmica ostinata pour piano et orchestre (1972) d'Akira Ifukube, à 
 divisé en 

,

### Musique de chambre
- 12e mouvement, Finale, du Quatuor scientifique (1808) d'Antoine Reicha,
- 2e mouvement, Allegretto, du Second trio pour piano et cordes, op. 92 de Camille Saint-Saëns,
- 3e mouvement, Andante grazioso, du Trio pour piano et cordes n°3, op. 101 de Johannes Brahms, noté 

, et qui présente également des mesures à quinze temps notées 

,
- 2e mouvement du Quatuor à cordes nº 2, op. 45 de Vincent d'Indy,
- Finale du Quatuor à cordes de Maurice Ravel,
- Finale du Trio avec piano de Maurice Ravel, entièrement composé sur des mesures à cinq temps et à sept temps,
- Finale du Quintette pour piano et cordes, op. 51 de Florent Schmitt, à 
,
- 2e mouvement, Animé, de la Suite en rocaille, op.84 pour flûte, harpe et trio à cordes de Florent Schmitt, à 
,
- 2e mouvement, Vif et léger, du Quatuor à cordes (1900) de Gustave Samazeuilh, à 
,
- 2e mouvement sur un rythme de zortzico du Quintette pour piano et cordes, op. 41 de Gabriel Pierné,
- Trio du 3e mouvement, Scherzo alla bulgarese, du 5e Quatuor à cordes, Sz.102 de Béla Bartók, noté 
,
- 3e mouvement (Scherzando) et 4e mouvement (Andante) du 2d Quintette pour vents de Jean Françaix,
- Quatuor à cordes, op. 11 de Samuel Barber, dont est extrait le fameux Adagio pour cordes.

### Piano seul

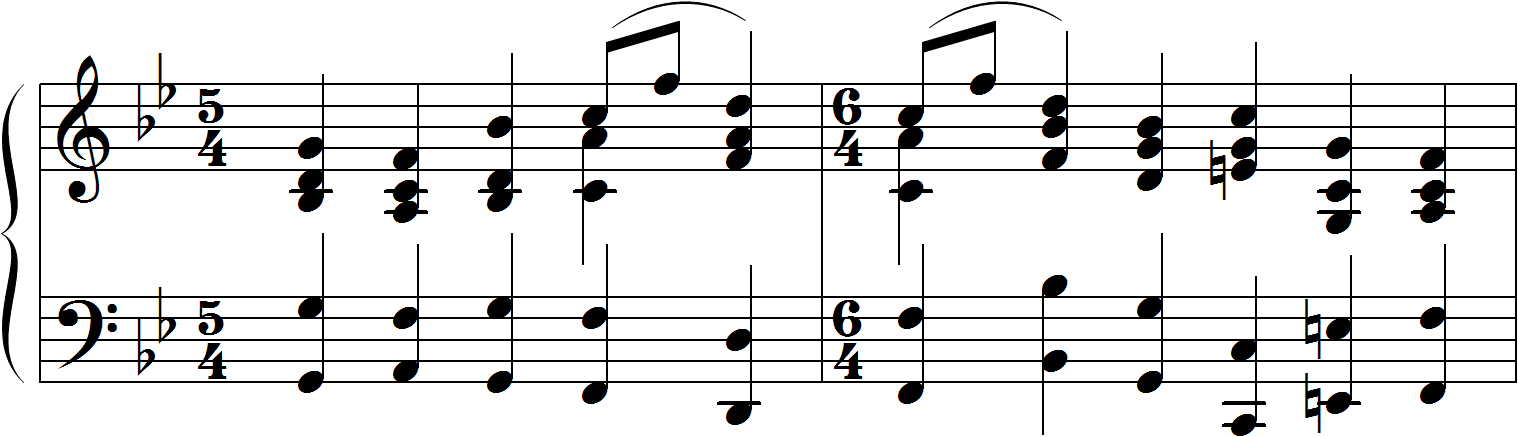
Moussorgsky, Promenade (deux premières mesures), des Tableaux d'une exposition

- 3e mouvement de la 1re sonate pour piano, op.4 de Frédéric Chopin,
- Deuxième recueil d'impromptus, « Trois airs à cinq temps et un à sept temps », op.32/2 de Charles-Valentin Alkan[43],
- Réconciliation, petit caprice en forme de Zorcico ou air de danse basque à cinq temps (1857) et Zorcico, danse ibérienne à cinq temps (1864) d'Alkan[44],
- 13e variation des Variations caractéristiques, op.67 d'Eduard Marxsen
- « Promenade » des Tableaux d'une exposition de Modeste Moussorgsky, où les mesures à 
 alternent avec des mesures à 
,
- 1re pièce des quatre fantaisies rythmiques de Charles Bordes,
- Zortzico, dernière pièce de la suite pour piano España, op.165 d'Isaac Albéniz,
- « Intermezzo (conte à la veillée) » du Chant de la terre de Déodat de Séverac,
- « Légende bourguignonne », 4e pièce de la Suite bourguignonne, op.17 de Louis Vierne, notée à 
,
- « Noctuelles », 1re pièce des Miroirs de Maurice Ravel,
- 2d mouvement de la Sonate en mi, op. 63 de Vincent d'Indy,
- 2d Prélude, op.103 de Gabriel Fauré, noté à 
[45],
- « Pour un tombeau sans nom », 2e pièce des Épigraphes antiques de Claude Debussy,
- « Prizrak » (fantômes), 4e des quatre pièces pour piano, op. 3 de Sergueï Prokofiev,
- no 1 des Douze esquisses pour piano, op.1 (1911), d'Alexeï Stantchinski, noté à 
[46],
- 3e et dernier mouvement, Presto, de la Première sonate pour piano (1912) d'Alexeï Stantchinski, noté à 
[47],
- 2d mouvement (Très lent puis Très animé) de la Sonatine, op. 16 d'Albert Roussel,
- Scherzo de Guy Ropartz (1916), tout entier à 
,
- Rythmes, étude pour piano de Jean Roger-Ducasse,
- Danza tenera, 3e mouvement des Danze de Jean Cras,
- Adagio de la Sonatine IV « en divers modes hindous », op.20 de Maurice Emmanuel, qui compose le dernier mouvement, Allegro deciso, sur une mesure originale à « 
 et 
 » qui permet des combinaisons de rythmes plus complexes qu'une alternance régulière à trois temps et deux temps,
- Allegro aperto, ma pesante, 1er mouvement de la Sonate pour deux pianos (K. 89) de Willem Pijper,
- Pièces no 48 (« en mode myxolydien »), no 115 (« rythme bulgare ») et no 150 de Mikrokosmos de Béla Bartók,
- Fuga seconda (« Gay ») des Ludus Tonalis de Paul Hindemith.

### Mélodie
- « D'Anne jouant de l'espinette », 2e mélodie des Deux épigrammes de Clément Marot (1899) de Maurice Ravel,
- « Naissance de Bouddha », 3e mélodie des Quatre poèmes hindous (1912) de Maurice Delage,
- « Schliesse mir die Augen beide » (« Ferme-moi les yeux ») (1925) d'Alban Berg[48],
- « Chanson épique », 2e mélodie de Don Quichotte à Dulcinée (1931) de Maurice Ravel,
- Prélude et 1re mélodie d'In morte di un samouraï (1950) de Maurice Delage[49].

## Musique minimaliste

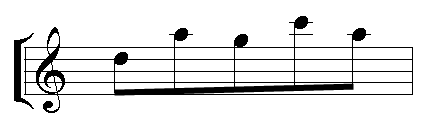
Cellule de base de Reed Phase de Steve Reich.

Dans la musique minimaliste de la fin des années 1960, la mesure à cinq temps est rarement employée. Une exception notable se trouve dans une œuvre de jeunesse de Steve Reich, Reed Phase de 1966, qui est construit sur la répétition constante d'une unité de base de cinq notes en croches régulières. Reich n'était pas satisfait du résultat, en grande partie en raison de l'incapacité d'une telle figure à produire le genre d'ambiguïté rythmique que l'on trouve sur une période à 12 temps, qu'il privilégiait du fait qu'elle peut « se diviser de différentes manières. Et cette ambiguïté qui empêche de savoir si vous êtes à deux temps ou à trois temps est, en fait, le rythme vital de beaucoup de ma musique. De cette façon, l'esprit d'écoute ne peut se déplacer d'avant en arrière dans le tissu musical, parce que le tissu encourage cela. Mais si vous ne construisez pas autour de cette souplesse de la perspective, vous vous retrouvez pris au dépourvu avec quelque chose d'extrêmement ennuyeux. »
A contrario, les premières pièces de Philip Glass sortaient totalement de la pratique traditionnelle de la rythmique classique, avec pour inspiration la musique indienne procédant par addition des éléments rythmiques. Par exemple, le matériau fondamental de sa pièce Two Pages est une série de cinq croches régulières, ce qui peut donc être assimilé à une mesure à 
.
Par la suite, la pratique compositionnelle de ces deux compositeurs a beaucoup évolué. Steve Reich s'est mis à utiliser de manière très fréquente les mesures à 
 et à 
 (par exemple dans Radio Rewrite), tandis que Philip Glass est revenu à des mesures plus traditionnelles la plupart du temps (mais notons par exemple son Étude pour piano no 9, essentiellement basé sur un thème en 
).

## Musique jazz
Avant la Seconde Guerre mondiale, les musiciens de jazz ne jouaient pas de rythmes impairs. Ainsi, en 1944, quand Billy Rose demande à Igor Stravinsky de composer un ballet qui serait joué à Broadway (Scènes de ballet), Rose demanda à Stravinsky l'autorisation de « retoucher » la partition. Les passages en 
 furent retirés, les musiciens d'orchestres habitués aux conventions de Broadway n'arrivant pas à les jouer,.
Ces difficultés ne se retrouvent pas lorsqu'en 1956 Leonard Bernstein joue Candide, dans lequel on trouve de nombreux passages en 
 ou en 
.
The Dave Brubeck Quartet est l'un des premiers groupes à incorporer des rythmes à cinq temps dans le jazz. Dave Brubeck a étudié avec Darius Milhaud, qui est fortement influencé par Igor Stravinsky. Il a par exemple composé Far More Blue (sur Time Further Out, 1961), mais c'est le saxophoniste du groupe, Paul Desmond, qui a composé le « tube » Take Five que l'on retrouve sur Time Out (1959). Ce travail rythmique a ainsi influencé le groupe de rock Emerson, Lake & Palmer.
Depuis, de nombreux musiciens ont utilisé des rythmiques à cinq temps dans un contexte jazz. À partir de 1964, Don Ellis intégré des rythmes venus d'Inde dans sa musique. On retrouve ainsi des rythmes complexes dans  Variations for Trumpet (
, mais aussi 
, 
 ou 
). Citons également Indian Lady et 5/4 Getaway, deux morceaux composés en 
.
Baptiste Trotignon utilise régulièrement des mesures à 
 (Awake sur Song, Song, Song ; Mon Ange sur Share).
Des musiciens de jazz originaires des Balkans, tels Bojan Z ou Vlatko Stefanovski, utilisent régulièrement des rythmes composés à cinq temps.

## Musiquespopetrock
À la fin des années 1960, la mesure à cinq temps apparaît avec une certaine fréquence dans des contextes de musique rock en remplacement de la mesure plus stable à 
. Elle devient l'une des caractéristiques du rock progressif.

### Les Beatles
Un des premiers exemples est Within You Without You écrite par George Harrison et enregistrée par les Beatles sur l'album Sgt. Pepper's Lonely Hearts Club Band, sorti en 1967.
L'année suivante, Happiness Is a Warm Gun figurant sur l'album The Beatles (ou album blanc), écrite par John Lennon mais créditée Lennon/McCartney, comprend quelques mesures à cinq temps parmi les nombreux changements de signature rythmique caractérisant cette chanson.
C'est également sur des mesures à 
 que s'achève Across the Universe composée en décembre 1969, et insérée dans l'album Let It Be, produit par Phil Spector en 1970.

### Emerson, Lake and Palmer
Dans le même temps, et sous l'influence de Dave Brubeck, Keith Emerson du groupe Emerson, Lake & Palmer a commencé à explorer des mesures inhabituelles à cinq temps. Leur première pièce où apparaissent ces rythmes est Azraël, l'ange de la mort, écrit en 1968. On en retrouve l'utilisation trois ans plus tard, dans la partie instrumentale d'ouverture pour Eruption, la chanson-titre et quelques passages de l'album Tarkus.

### Autres groupes musicaux
D'autres chansons sont également écrites en cinq temps :
- Riverman de Nick Drake, sur l'album Five Leaves Left (1968) entièrement en
- Living in the Past de Jethro Tull, sortie en single en 1969 et intégrée au double album homonyme de 1972
- Do What You Like (1969) de Ginger Baker avec Blind Faith
- Le Concerto for Group and Orchestra (1969) de Deep Purple comprend des parties notées à
- English Roundabout de XTC (sur English Settlement, 1982)
- Le groupe Leb i Sol utilise régulièrement des mesures à
- Seven Days de Sting
- Everything in Its Right Place sur l'album Kid A de Radiohead, sur une mesure composée à 
 (ou 
)
- 5/4 de Gorillaz (sur Laika Come Home, 2002), comme son nom l'indique, est à cinq temps
- Animals sur The 2nd Law du groupe Muse
- Le groupe écossais Biffy Clyro avec notamment There's No Such Thing As A Jaggy Snake (sur Infinity Land, 2004) ou Spanish Radio (sur Opposites, 2013)
- À la fin de Halo Maud, sur la compilation Vol.6 de la Souterraine (2015), est une chanson pop entièrement composée sur
- Fracture de King Crimson sur l'album Starless and Bible Black, enchaîne dans sa première partie des groupes constitués de 3 mesures à 
 suivies d'une mesure à 
.

## Musiques de films et séries télévisées
Le thème principal de la série Mission impossible (1966-1973), composé par Lalo Schifrin, est entièrement bâti sur une mesure à cinq temps, où l'on retrouve le « redoublement » obsédant et dynamique de la mesure en 

.
Le thème musical principal d'Halloween, composé par John Carpenter (qui est aussi réalisateur et scénariste du film), est basé sur un rythme à cinq temps que le père du cinéaste lui avait appris au piano quand il était enfant. Il l'a rejouée en y ajoutant différents effets sonores.
Dans Le Seigneur des anneaux (2002-2004), la musique consacrée aux Orques d'Isengard par Howard Shore est basée sur une mesure à cinq temps, pour en accuser le caractère « barbare ».
Le personnage de Bane, dans le film The Dark Knight Rises (2012), est présenté sur un thème à cinq temps, composé par Hans Zimmer.
Dans son spectacle Que ma joie demeure ! en 2012, Alexandre Astier présente au clavecin des variantes du 1er prélude en do majeur (BWV 846) du Clavier bien tempéré de Bach, composé à 4 temps, sur des mesures à 3 temps puis à 5 temps — en divisant les phrases en 4 + 4 + 2 doubles croches —, à 7 temps et à 15 temps.

### Ouvrages généraux

#### Ethnologie
- (es) Franciscus Salinas, Siete libros sobre la música, Madrid, Alpuerto, Colección Opera Omnia, 1577, rééd. 1983 (ISBN 978-84-381-0052-3 et 84-381-0052-X)
- (en) Thomas F. Johnston, Song Categories and Musical Style of the Yupik Eskimo, Revue Anthropos 84, no 4–6, 1989
- (en) Anneli Asplund, Runometriska sånger, Stockholm, Sumlen : Årsbok för vis och folkmusikforskning, 1985
- (en) Elizabeth May et Stephen Wild, Aboriginal Music on the Laverton Reservation, Western Australia, Revue Ethnomusicology, 11, no 2, 1967
- (en) Owen Wright et Christian Poché, Arab Music, §I : Art Music, Londres, The New Grove Dictionary of Opera, Macmillan Press, 2001
- (en) Eckhard Neubauer, Isḥāq al-Mawṣilī, Londres, The New Grove Dictionary of Opera, Macmillan Press, 2001
- (en) George Dimitri Sawa, Baghdadi Rhythmic Theories and Practices in Twelfth-Century Andalusia : Music and Medieval Manuscripts: Paleography and Performance, Aldershot, John Haines and Randall Rosenfeld, 2004, 438 p. (ISBN 978-0-7546-0991-9)
- (en) Harold Powers, India, §III, 4 : Theory and Practice of Classical Music : Rhythm & Tāla, Londres, The New Grove Dictionary of Opera, Macmillan Press, 2001
- (en) Jonathan Condit, Uncovering Earlier Melodic Forms from Modern Performance : The Kasa Repertoire, Journal of the Society for Asian Music 9, no 2, 1978
- (en) Hye-ku Lee, Quintuple Meter in Korean Instrumental Music, Journal of the Society for Asian Music 13, no 1, 1981
- Denis Laborde, Six études sur la société basque : Le zortziko d'Iztueta, Paris, Éditions L'Harmattan, 2005, 308 p. (ISBN 978-2-296-38575-7, lire en ligne)

#### Musicologie
- Hector Berlioz, Traité d'instrumentation et d'orchestration, Paris, Henry Lemoine, 1993, 312 p. (ISMN 979-0-2309-4518-9)
- Paul Pittion, La musique et son histoire : tome I — des origines à Beethoven, Paris, Éditions Ouvrières, 1960
- (en) Gardner Read, Music Notation : A Manual of Modern Practice, Boston, Alleyn and Bacon, Inc., 1964
- (en) Carl Engel, Musical Myths and Facts, Londres, Novello, Ewer, & Co., 1876
- Antoine Goléa, La musique, de la nuit des temps aux aurores nouvelles, Paris, Alphonse Leduc et Cie, 1977, 954 p. (ISBN 2-85689-001-6)
- (en) Richard Taruskin, A Life for the Tsar, « A Zhizn’ za tsarya : Ivan Susanin », Londres, The New Grove Dictionary of Opera, Macmillan Press, 1992
- (en) Richard Taruskin, Ruslan and Lyudmila, Londres, The New Grove Dictionary of Opera, Macmillan Press, 1992
- Aita Donostia, Essai d'une bibliographie musicale basque, Bayonne, Bulletin du Musée Basque, 1931
- (es) Juan Antonio Urbeltz, Música militar en el País Vasco : el problema del "zortziko", Pampelune, Pamiela, 1989, 150 p. (ISBN 978-84-7681-090-3)
- (en) Willi Apel, The Notation of Polyphonic Music 900–1600, fifth edition, revised and with commentary, Cambridge, Massachusetts, The Medieval Academy of America, publication no 38, 1961
- (en) Christopher Tye, The Instrumental Music, edited by Robert W. Weidner. Recent Researches in the Music of the Renaissance 3, New Haven, A-R Editions, 1967
- (en) Paul Doe, Elizabethan Consort Music, Londres, Stainer and Bell, coll. « Musica Britannica » (no II), 1988
- (en) Charles Burney, A General History of Music, from the Earliest Ages to the Present Period. To Which Is Prefixed, a Dissertation on the Music of the Ancients, Londres, Printed for the author and sold by T. Becket, J. Robson, and G. Robinson, 1789
- (en) Johann Philipp Kirnberger, The Art of Strict Musical Composition, translated by David Beach and Jirgen Thym, with an introduction and explanatory notes by David Beach, Londres, Yale University Press, Music Theory Translation Series no 4, 1776, rééd. 1982 (ISBN 978-0-300-02483-8 et 0-300-02483-5)
- (en) Franklin Taylor, A Dictionary of Music and Musicians (A.D. 1450-1889), Londres, Sir George Grove, D.C.L., The Macmillan Company, 1890, « Quintuple Time »
- Joël-Marie Fauquet, Catherine Massip et Cécile Reynaud, Berlioz : textes et contextes, Paris, Société française de musicologie, 2011, 323 p. (ISBN 978-2-85357-022-0 et 2-85357-022-3)
- Gérard Condé, Les Troyens, Paris, L'Avant-Scène Opéra n°128-129, 1990 (ISSN 0764-2873)
- (en) Keith Potter, Four Musical Minimalists : La Monte Young, Terry Riley, Steve Reich, Philip Glass, Cambridge and New York, Cambridge University Press, 2000, 390 p. (ISBN 0-521-01501-4, lire en ligne)
- (en) Tetsuya Fujita, Yuji Hagino, Hajime Kubo et Goro Sato, The Beatles Complete Scores, Londres, Hal Leonard Publishing Corporation, 1993, 1136 p. (ISBN 0-7935-1832-6)
- (en) Edward Macan, Rocking the Classics : English Progressive Rock and the Counterculture, New York, Oxford University Press, 1997 (ISBN 978-0-19-509888-4)
- (en) George Perle, Twelve-Tone Tonality, New York, Oxford University Press, 1996, 256 p. (ISBN 0-520-20142-6, lire en ligne)
- Guy Sacre, La musique pour piano : dictionnaire des compositeurs et des œuvres, vol. I (A-I), Paris, Robert Laffont, coll. « Bouquins », 1998, 1495 p. (ISBN 978-2-221-05017-0)
- Guy Sacre, La musique pour piano : dictionnaire des compositeurs et des œuvres, vol. II (J-Z), Paris, Robert Laffont, coll. « Bouquins », 1998, 2998 p. (ISBN 978-2-221-08566-0)

### Monographies
- Hector Berlioz, Mémoires, Paris, Flammarion, coll. « Harmoniques », 1991 (ISBN 978-2-7000-2102-8), présentés par Pierre Citron,
- Henry Barraud, Hector Berlioz, Paris, Fayard, coll. « Les indispensables de la musique », 1989, 506 p. (ISBN 978-2-213-02415-8),
- Vladimir Jankélévitch, Ravel, Paris, Seuil, coll. « Solfèges », 1956, rééd. 1995, 220 p. (ISBN 978-2-02-023490-0 et 2-02-023490-4)
- Pierre Citron, Bartok, Paris, Seuil, coll. « Solfèges », 1963, rééd. 1994, 222 p. (ISBN 978-2-02-018417-5 et 2-02-018417-6)
- (en) Nicolas Slonimsky, Perfect Pitch : A Life Story, New York, Oxford University Press, 1988, 263 p. (ISBN 0-19-315155-3)
- Manfred Kelkel, Alexandre Scriabine : Un musicien à la recherche de l'absolu, Paris, Éditions Fayard, 1999, 412 p. (ISBN 2-213-60365-0)
- Brigitte François-Sappey et François Luguenot, Charles-Valentin Alkan, Paris, Bleu nuit éditeur, coll. « Horizons », 2013, 176 p. (ISBN 978-2-35884-023-1)
- Philippe Rodriguez, Maurice Delage : La solitude de l'artisan, Genève, Éditions Papillon, coll. « Mélophiles », 2001, 159 p. (ISBN 2-940310-08-4)